# 里塞特施托克山
46°57′27″N 8°9′0″E / 46.95750°N 8.15000°E

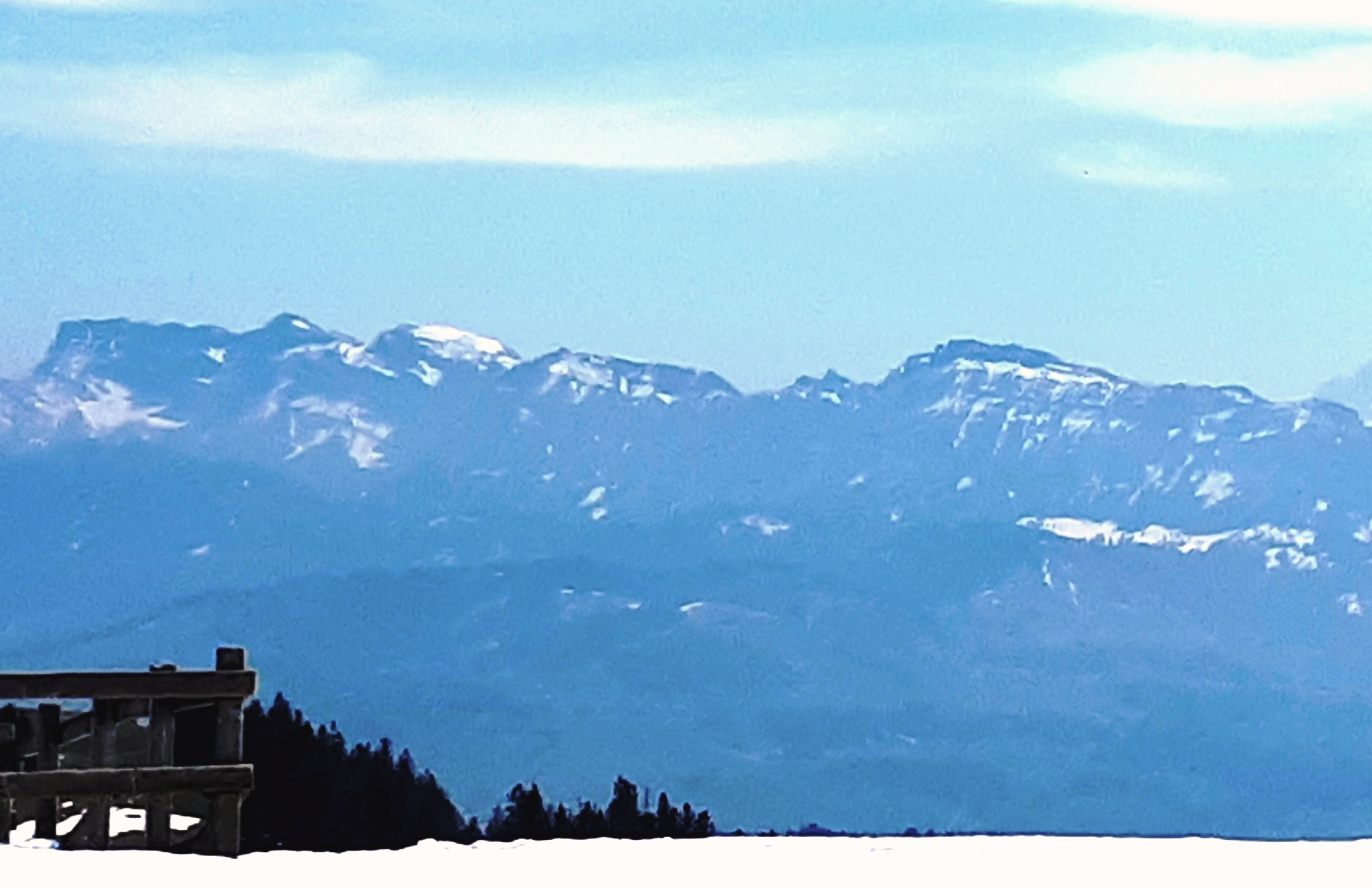

里塞特施托克山（Risetestock），是瑞士的山峰，位於該國中部，處於盧塞恩州和上瓦爾登州接壤的邊界，屬於皮拉圖斯峰的一部分，海拔高度1,759米。